# Битва при Хансандо
Битва при Хансандо (кор. 閑山島海戰 / 閑山島大捷, 한산도 해전 / 한산도대첩, яп. 閑山島海戦, «Битва при острові Хансан»; 15 серпня 1592) — морський бій, що відбувся між японським і корейським флотом у східного узбережжя острова Хансан в ході Імджинської війни. Перша битва третьої кампанії Лі Сунсіна, одна з найбільших морських баталій війни.

## Короткі відомості
Череда поразок японців на морі від флоту Лі Сунсіна поставили під загрозу їхні транспортні шляхи у Корейській протоці, якими доставлялися підкріплення і провізія з Японії до Кореї. Японський правитель Тойотомі Хідейосі віддав наказ частині своїх військ, що перебували у центральних районах півострова, відійти до південного узбережжя, сформувати великий флот і знищити військово-морські сили корейців. За формування флоту взялися командири Кукі Йосітака, Като Йосіакі та Вакідзака Ясухару, вихідці з піратсько-самурайських родів. Останній, не чекаючи на колег, самовільно вивів свої 73 кораблі з порту Пусан і вирушив у напрямку бази корейського флоту в Йосу. Ескадра Вакідзаки складалася з 36 великих кораблів атаке-буне, 24 малих кораблів секі-буне і 13 швидкісних човнів хая-буне.
Тим часом корейський об'єднаний флот під проводом Лі Сунсіна, Вон Гюна і Лі Оккі вирушив на зустріч японським силам. Він поступався числом, але переважав противника за кількістю великих човнів та артилерією. Всього корейці мали 56 кораблі, з яких 3 були броненосними «кораблями-черепахами» кобуксонами, а решта — великими суднами класу пханоксон.
14 серпня 1592 року адмірал Лі Сунсін отримав донесення розвідників, що флот Вакідзаки перебував на спочинку у вузькій протоці Кьоннерян, між островом Коджо і Корейським півостровом. На нараді корейського командування Вон Гюн наполягав на негайній атаці противника. Проте Лі Сунсін відкинув ці наполягання, через небезпечність протоки, і вирішив заманити противника у відкрите море і знищити його вогнем. Було домовлено, що основні корейські сили, 24 судна під проводом Лі Сунсіна, займуть позиції попереду острова Хансан, а флоти Вон Гюна і Лі Оккі сховаються у засідках на флангах за мисами острова.
Наступного ранку Лі Сунсін вислав 6 великих кораблів у бік противника з метою виманити його. Японці почали переслідувати корейські судна і вийшли у море перед островом Хансан. Вакідзака побачив флот Лі Сунсніна, що був менший за його власний, і наказав негайно атакувати його. У відповідь корейський флот вишикувався у V-подібну формацію «крила журавля» і почав відходити до берега острова Хансан. Коли японці глибоко зайшли між обох «крил», сподіваючись вразити центр формації, де знаходився флагманський корабель Лі Сунсіна, із засідок вийшли кораблі Вон Гюна і Лі Окі. Корейці оточили з флангів судна противника і відкрили по ним шквальний артилерійський вогонь.
Битва тривала до четвертої години дня. 47 японських кораблів було потоплено, а 12 захоплено. Понад 8000 японських вояків полягло в бою. Японський адмірал Вакідзака Ясухару втратив найкращих своїх офіцерів і був поранений ворожими стрілами. Йому вдалося відступити з бою і вивести з собою 14 кораблів. На противагу цьому корейці втратили убитими і пораненими трохи більше сотні, а з усієї ескадри було потоплено лише 4 кораблі.
Перемога корейського флоту при Хансандо поставила хрест на планах Тойотомі Хідеойсі завоювати Китай. Японці не могли просувати війська далі на північ через незахищеність морських шляхів сполучення з Японією. Японське військо втратило наступальну ініціативу і почало переходити до оборони. Користуючись цим, активізувалися корейські партизани ийбьон, які стали нападати на японські транспорти на дорогах. Похід японської армії в Китай через Корею перетворився у війну за контроль над Кореєю.

### Відео
- Битва при Хансандо 1 // Безсмертний Лі Сунсін [Архівовано 30 жовтня 2014 у Wayback Machine.]
- Битва при Хансандо 2 // Безсмертний Лі Сунсін [Архівовано 4 жовтня 2016 у Wayback Machine.]